# Felix Phönix Lehmann
Felix Phönix Lehmann (* 1982 in München) ist ein deutscher Schauspieler.

## Leben
Felix Phönix Lehmann absolvierte seine Schauspielausbildung von 2012 bis 2015 an der Neuen Münchner Schauspielschule. Außerdem besuchte er Weiterbildungen und Coachings bei der Agentur „Die Tankstelle“ in Berlin sowie Übungen im Tschechow-Training bei Dominique Chiout.
Theaterengagements hatte er in der freien Münchner Theaterszene mit Auftritten u. a. in der Pasinger Fabrik (2014), in den Pathos Ateliers (2015) und im Theater Drehleier. In der Inszenierung des Stücks Das blaue, blaue Meer von Nis-Momme Stockmann im Münchner Pathos-Theater verkörperte Lehmann in der Hauptrolle des Alkoholikers Darko, der nach dem Leben sucht, „glaubhaft die Angst eines Ausgeschlossenen vor der Welt“. Direkt nach seinem Studienabschluss gastierte er in einer Produktion von Peter Weiss’ Die Ermittlung in der Studiobühne der LMU München.
Mittlerweile arbeitet Lehmann hauptsächlich für das Fernsehen.
In der 17. Staffel der ZDF-Serie Die Rosenheim-Cops (2017) spielte Lehmann den Soßenkoch und Zeugen Bastian Oswald. In der 2. Staffel der erfolgreichen, auf YouTube ausgestrahlten Webserie Ebersberg über den Spuk einer „Weißen Frau“ bei der Hubertuskapelle im Ebersberger Forst verkörperte Lehmann als ermittelnder Polizeikommissar Pladl, der „schließlich auch der Geisterjagd verfällt“, neben dem Österreicher Reinhard Paul Seyer eine der „dabei herausstechenden“ Hauptrollen.
Seine erste Hauptrolle in einer TV-Produktion hatte er als Patient, der glaubt, einen Herzinfarkt erlitten zu haben, in der 5. Staffel der TV-Serie In aller Freundschaft – Die jungen Ärzte (2019).
2019 stand Lehmann für den in Sankt Peter-Ording gedrehten Kinofilm Gegen den Wind – Die Rückkehr, eine filmische Fortsetzung der 90er-Fernsehserie Gegen den Wind, in einer Hauptrolle als Timo an der Seite von Ralf Bauer und Antonio Putignano vor der Kamera.
In der 19. Staffel der TV-Serie Die Rosenheim-Cops (2020) hatte Lehmann erneut eine Episodenrolle, diesmal als Mitarbeiter und „Nase“ einer luxuriösen Rosenheimer Parfum-Manufaktur. In der 44. Staffel der ZDF-Krimiserie Der Alte, die ab März 2020 ausgestrahlt wurde, übernahm Lehmann, an der Seite von Golo Euler, eine der Episodenrollen als Wingman eines Münchner Pick-Up-Artists.
In der 4. Staffel der ZDF-Krimiserie Blutige Anfänger (2022) war Lehmann in einer Episodenrolle als tatverdächtiger Ex-Freund einer ermordeten ambitionierten Theologiestudentin zu sehen.
Felix Phönix Lehmann lebt in Berlin und München.

## Filmografie (Auswahl)
- 2017: SOKO München: Der Mann im Baum (Fernsehserie, eine Folge)
- 2017: Die Rosenheim-Cops: Der tote Fisch (Fernsehserie, eine Folge)
- 2017: Ebersberg 2 (Webserie)
- 2017: Universum History: Ein Wiener in der Wüste – Rudolf Slatin und der Aufstand des Mahdi (Dokuserie, eine Folge)
- 2018: Terra X: Aufstand in der Wüste (Dokuserie, eine Folge)
- 2019: In aller Freundschaft – Die jungen Ärzte: Geänderte Vorzeichen (Fernsehserie, eine Folge)
- 2020: Die Rosenheim-Cops: Ein verräterischer Duft (Fernsehserie, eine Folge)
- 2020: Der Alte: Verletzte Gefühle (Fernsehserie, eine Folge)
- 2020: München Laim – Laim und der letzte Schuldige (Fernsehreihe)
- 2021: Die Heimsuchung (Fernsehfilm)
- 2022: Blutige Anfänger: Sündenfall (Fernsehserie, eine Folge)
- 2022: Spreewaldkrimi: Die siebte Person (Fernsehreihe)